# Zygia lathetica
Zygia lathetica  es una especie de árbol perteneciente a la familia de las leguminosas (Fabaceae). Es originaria de  Sudamérica.

## Distribución
Se encuentra en Colombia y Ecuador en la región amazónica en la Provincia de Napo y la Provincia de Sucumbíos.

## Taxonomía
Zygia lathetica fue descrita por (Harms) L.Rico y publicado en Memoirs of the New York Botanical Garden 74(2): 69–71, map 21. 1997.